# Parque Lago
Parque Lago es un barrio de la localidad de Mar de Cobo del partido de Mar Chiquita, al centro sur de la provincia de Buenos Aires, Argentina.

## Población
El aglomerado Mar de Cobo incluye los barrios de La Baliza, Parque Lago y La Caleta, siendo la población de 760 habitantes (Indec, 2010) y representando un incremento del 87,5% frente a los 406 habitantes (Indec, 2001) del censo anterior. Parque Lago contaba con 94 habitantes (Indec, 2001).